# Stațiunea Zoologică Marină Prof. Dr. Ioan Borcea, Agigea
Stațiunea Zoologică Marină Agigea este un centru de cercetare științifică înființat de hidrologul, oceanograful și biologul prof. dr. Ioan Borcea în 1926; pe atunci se situa direct pe malul Mării Negre. Stațiunea este situată în partea de est a județului Constanța, pe teritoriul comunei Agigea, într-o zonă litorală unde se află dune maritime. În incinta instituției se află un bazin de câțiva metri cubi care reproduce relieful Mării Negre.

## Istoric
Stațiunea biologică a fost înființată printr-un înalt decret regal dat în 1 martie 1926. Aparținea Universității „Al. I. Cuza” din Iași și se numea inițial „Stațiunea Biologică Marină «Regele Ferdinand I»”. A fost primul institut de cercetări marine din România. A asigurat neîncetat cursuri de specializare pentru profesori și studenți în domeniul oceanografiei, morfologiei animale și fiziologiei, microbiologiei marine, biodiversității marine de la litoralul românesc. Pentru activitatea de cercetare, stațiunea avea barca Posidonia, cu care cercetătorii ieșeau pe mare pentru colectarea materialului biologic. Dupa moartea profesorului Borcea (1936), al doilea director, limnologul Constantin Motaș, a continuat activitatea de cercetare, făcând rost de două noi ambarcații, Sagitta și Noctiluca.
Rezultatele științifice au fost publicate în Analele Universității din Iași. În 1938, a fost publicat primul volum „Lucrări ale Stațiunii Zoologice Maritime «Regele Ferdinand I» de la Agigea”. În 1956, la a 30-a aniversare, stațiunea fost denumită „Prof. Dr. Ioan Borcea”. Dispunea atunci de nava de cercetări „Racoviță”.
Succesorul profesorului Constantin Motaș, anume prof. dr. Ionel Andriescu, a ameliorat condițiile de cazare pentru cercetători, a dotat laboratoarele cu echipament specific, a îmbogățit biblioteca de biologie marină care a ajuns la aproape 12.000 de volume și a realizat schimburi cu 137 instituții de cercetare din 47 de țări. A obținut și o nouă navă de cercetări de 70 de tone: Gilortul, înzestrată cu toată aparatura necesară pentru expedițiile științifice de-a lungul coastei și în larg. Stațiunea a avut atunci 54 de salariați (18 cercetători, 29 persoane de profil tehnic și administrativ și 7 marinari).
În 1969, cu sprijinul Asociației Mediteraneene pentru Biologie Marină și Oceanologie („MAMBO”) și al Ministerului Învățământului, a fost organizat la stațiune Cursul Internațional privind biologia apelor salmastre a Mării Negre. După 1970, stațiunea a trecut un timp în administrarea Institutului Național de Cercetări Marine (IRCM) din Constanța, dar a periclitat din mai multe motive: IRCM era pe atunci subordonat autorității militare și lipsit de fonduri, dar mai ales în anii 1970–1980, extinderea spre Sud a portului Constanța a dus la dispariția litoralului din dreptul stațiunii, marea însăși fiind înlocuită prin noile instalații portuare. Mulțumită eforturilor depuse pentru a convinge autoritățile să nu desființeze instituția și rezervația înconjurătoare, dunele au fost cruțate și activitățile stațiunii au continuat.
În 1990, instituția i-a revenit Universității „Al. I. Cuza” din Iași, fiind condusă de prof. dr. Gheorghe Mustață, care a găsit fonduri prin granturi de cercetare pentru a menține și îmbunătăți funcțiile stațiunii. Astfel s-a obținut echipamentul specific („SCUBA”) de scufundare științifică și fotografie submarină.

## Vezi și
- Ioan Borcea
- Secția de Biologie Marină (Constanța) a Institutului de Biologie „Traian Săvulescu” al Academiei Române
- Laboratorul de Sedimentologie Marină al Universității din București

## Legături externe
- Institutul național de cercetare-dezvoltare pentru Geologie și Geoecologie Marină GeoEcoMar, înființat în anul 1993 sub denumirea de "Centrul Român de Geologie și Geoecologie Marină".